# SpVgg Weiden
Die SpVgg Weiden war ein Sportverein aus dem oberpfälzischen Weiden. Er entstand am 19. Januar 1924 und musste infolge einer Insolvenz im Jahre 2010 aufgelöst werden. Nachfolgeverein war die SpVgg Weiden 2010, die inzwischen in die SpVgg SV Weiden fusioniert worden ist.

## Geschichte
Die SpVgg Weiden entstand unter diesem Namen am 19. Januar 1924, als sich im Zuge der „reinlichen Scheidung“ von Turn- und Sportvereinen die 1912 gegründete Fußballabteilung vom Turnerbund Weiden abgespaltet und einen eigenen Verein gegründet hatte.
Der Mannschaft konnte bereits in den Anfangsjahren mit dem Erringen der Kreismeisterschaften 1924 und 1931 erste Erfolge feiern. Im August 1929 schloss man sich mit dem FC Windischeschenbach zusammen und trat unter dem Namen SpVgg Weiden-Windischeschenbach an, diese Verbindung löste sich allerdings schon im Dezember 1933 wieder. In den Jahren 1934 und 1941 stieg die SpVgg Weiden nach dem Gewinn der Bezirksmeisterschaft in die Gauliga Bayern, die damals höchste Spielklasse im deutschen Fußball, auf. Während die Weidener 1935 aus dieser sofort wieder abstiegen, hielt man nach dem zweiten Aufstieg die Klasse. Dies gelang jedoch nur durch die Teilung der bayerischen Gauliga in eine Gauliga Nord- und eine Gauliga Südbayern. Die Weidener, die am 9. Januar 1939 mit dem Reichsbahn-Sportverein zur Reichsbahn SSVg Weiden fusionierten, spielten ab der Saison 1942/43 in der Gauliga Nordbayern. In der ersten Saison schlossen sie nach Siegen u. a. über die SpVgg Fürth als Viertplatzierter hinter den Fürthern, dem 1. FC Schweinfurt 05 und dem 1. FC Nürnberg ab. In der folgenden Saison 1943/44 belegte die SpVgg als Neunter nur den vorletzten Platz. Die erneute kriegsbedingte Aufteilung der Ligen hatte zur Spielzeit 1944/45 die Einteilung in die Gauliga Bayreuth-Nord zur Folge, die jedoch den Spielbetrieb wahrscheinlich nicht mehr aufnahm.
Nach dem Zweiten Weltkrieg stieg die unter altem Namen 1945 neu gegründete SpVgg Weiden 1964 in die Bayernliga auf. 1965 konnte man sich als Meister der Bayernliga für die zweitklassige Regionalliga Süd qualifizieren, aus der man jedoch bereits nach einem Jahr wieder absteigen musste. Im Anschluss spielte der Verein überwiegend in der Bayernliga. Den Abstiegen in die Landesliga folgte regelmäßig schon nach kurzer Zeit die Rückkehr in die Bayernliga. Lediglich von 1975 bis 1985 musste man sich für längere Zeit verabschieden.
Nach einer sehr erfolgreichen Bayernliga-Saison 2008/09 sicherten sich die Weidener bereits drei Spieltage vor Schluss die Meisterschaft und den somit verbundenen Aufstieg in die viertklassige Regionalliga Süd. Am 10. Oktober 2008 bestritt die SpVgg Weiden ihr 1000. Bayernliga-Spiel. Zu Gast im heimischen Wasserwerkstadion war die SpVgg Bayreuth. Das Spiel endete vor 2000 Zuschauern 1:1. Zum Zeitpunkt des Spiels war die SpVgg Weiden Tabellenführer und die SpVgg Bayreuth Tabellen-Zweiter der Bayernliga.
Am 26. Mai 2009 setzten sich die Weidener im heimischen Wasserwerk-Stadion im Bayerischen Toto-Pokal-Halbfinale nach einem 0:3-Rückstand, mit 7:6 n. E. (3:3 nach 90 Minuten) gegen die SpVgg Unterhaching durch und schaffte somit den Einzug in die 1. Hauptrunde des DFB-Pokals 2009/10, wo sie auf Borussia Dortmund trafen und mit 1:3 unterlagen. Den Bayerischen Toto-Pokal 2009 gewann die Spielvereinigung mit einem 1:0-Finalsieg über den Drittligisten Wacker Burghausen.
Anfang November 2010 stellte die Spielvereinigung, nach ausbleibenden Zahlungen des Hauptsponsors, einen Antrag auf Eröffnung eines Insolvenzverfahrens. Zum 1. Dezember 2010 stellte der Verein den Spielbetrieb ein und stand somit als erster Absteiger aus der Regionalliga Süd fest.

## Erfolge
- Bezirksmeister Oberpfalz/Niederbayern (3): 1934, 1940, 1941
- Meister der Bayernliga (2): 1965, 2009
- Meister der Landesliga Bayern-Mitte (6): 1954, 1964, 1985, 1988, 1995, 2006
- Dritter der Ewigen Tabelle der Bayernliga
- Bayerischer Toto-Pokalsieger: 2009
- Oberpfälzer Pokalsieger (3): 1996, 1997, 2009

## Persönlichkeiten

### Trainer
| - Gunther Baumann - Thomas Brunner - Karel Finek | - Günter Güttler - Klaus-Peter Jendrosch - Gino Lettieri | - Norbert Schlegel - Aki Schmidt |

### Spieler
| - Erich Bäumler - Ludwig Denz - Enis Hajri - Günter Helgert - Florian Hinterberger | - Sebastian Kneißl - Manfred Linz - Jens Matthies - Alberto Méndez - Willy Meyer | - Mirko Reichel - Werner Seubert - Djelaludin Sharityar - Michael Wiesinger |